# Onzelieveherenboom

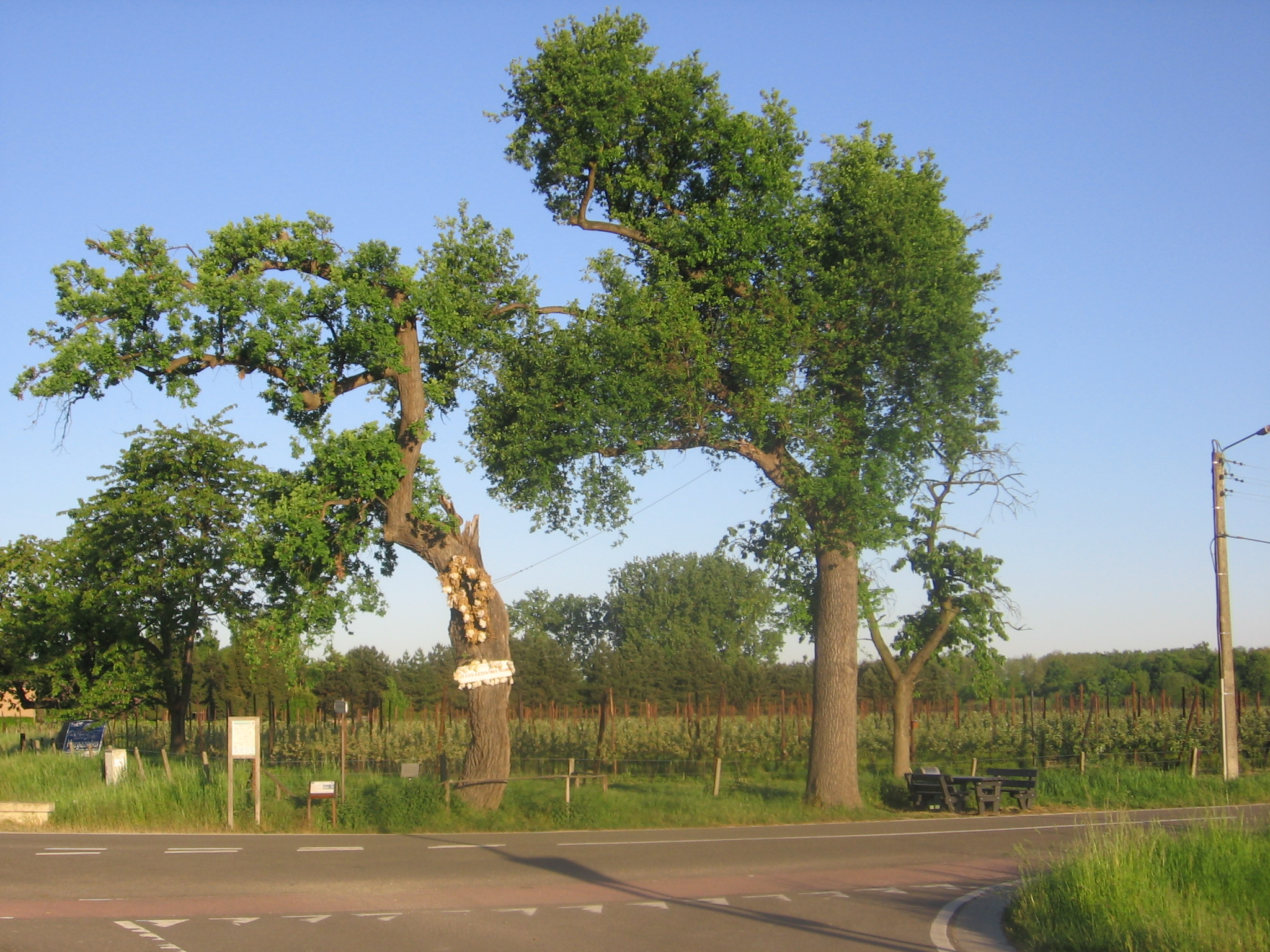
Onzelieveherenboom (midden) met rechts zijn jongere soortgenoot

De Onzelieveherenboom, een zomereik, stond te Kortessem (België) op de voormalige grens met Wellen en Gors-Opleeuw, nabij knooppunt 121 van het Limburgs fietsroutenetwerk. Een hevige rukwind velde de boom op zaterdag 18 juli 2009. Hij was vermoedelijk de oudste boom van België. Hij dateerde van omstreeks 800.

## Historiek
Volgens de overlevering zouden de Wellense bokkenrijders (18e eeuw) de Onzelieveherenboom als geheime vergader- en verzamelplaats gebruikt hebben. Van hieruit vertrokken ze voor hun plunderingen en brandstichtingen.
Eertijds had de boom aan de basis een stamomtrek van 9,58 m en een doormeter van 3,83 m. In 1859 scheurde de Onzelieveherenboom na een zware herfststorm doormidden en daardoor is het grootste deel van de boom verdwenen. Een storm in 1925 bracht verdere schade toe. Tot 18 juli 2009 stond alleen nog de linkerkant van de stam, ongeveer één meter breed, en een paar takken die elke zomer bij wonder nog bladeren en vruchten droegen. Enkele meters naast de Onzelieveherenboom werd daarom een nieuwe zomereik geplant waaraan de boom werd verankerd. Een hevige rukwind velde de Onzelieveherenboom.

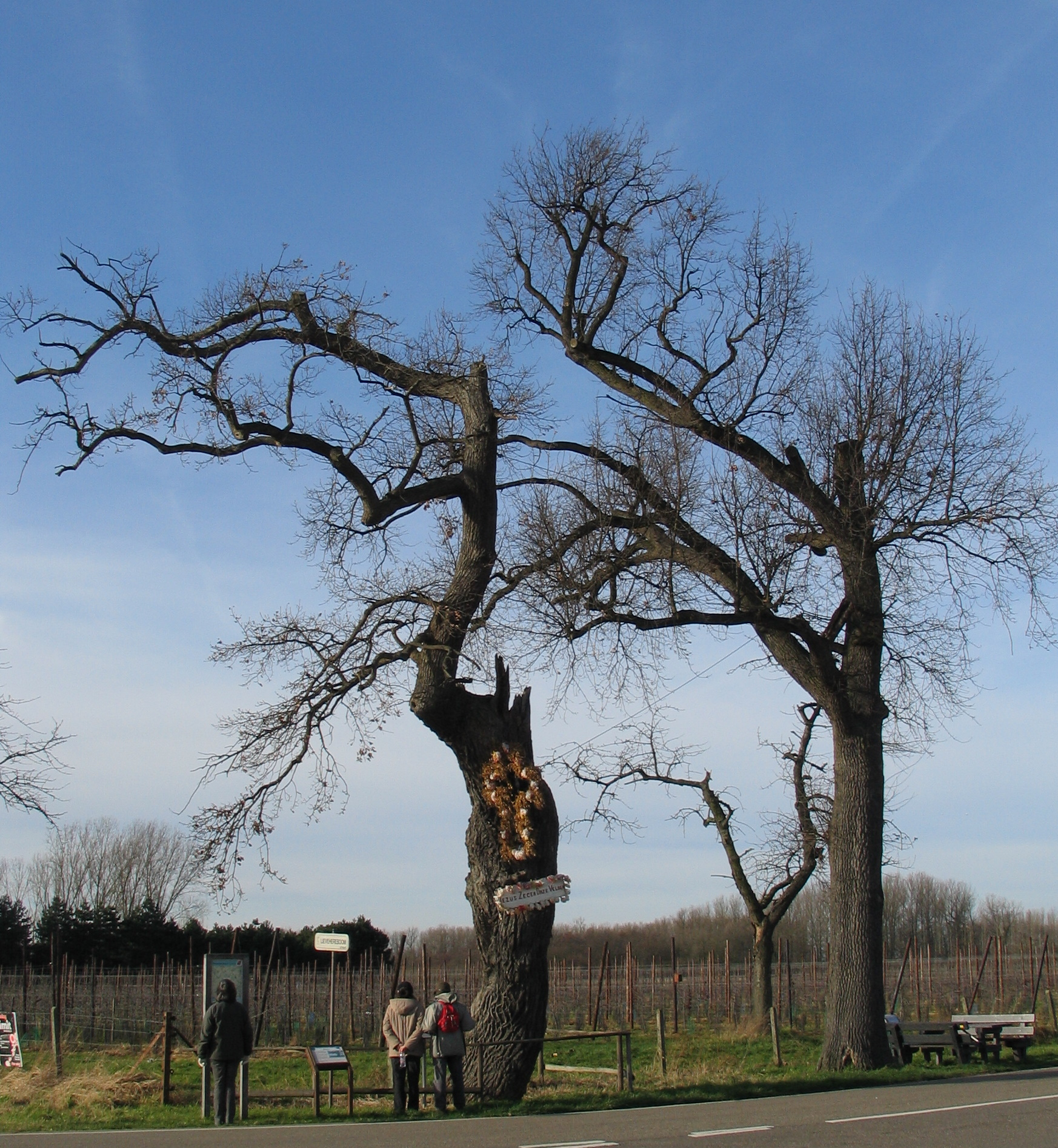
De Onzelieveherenboom in de winter
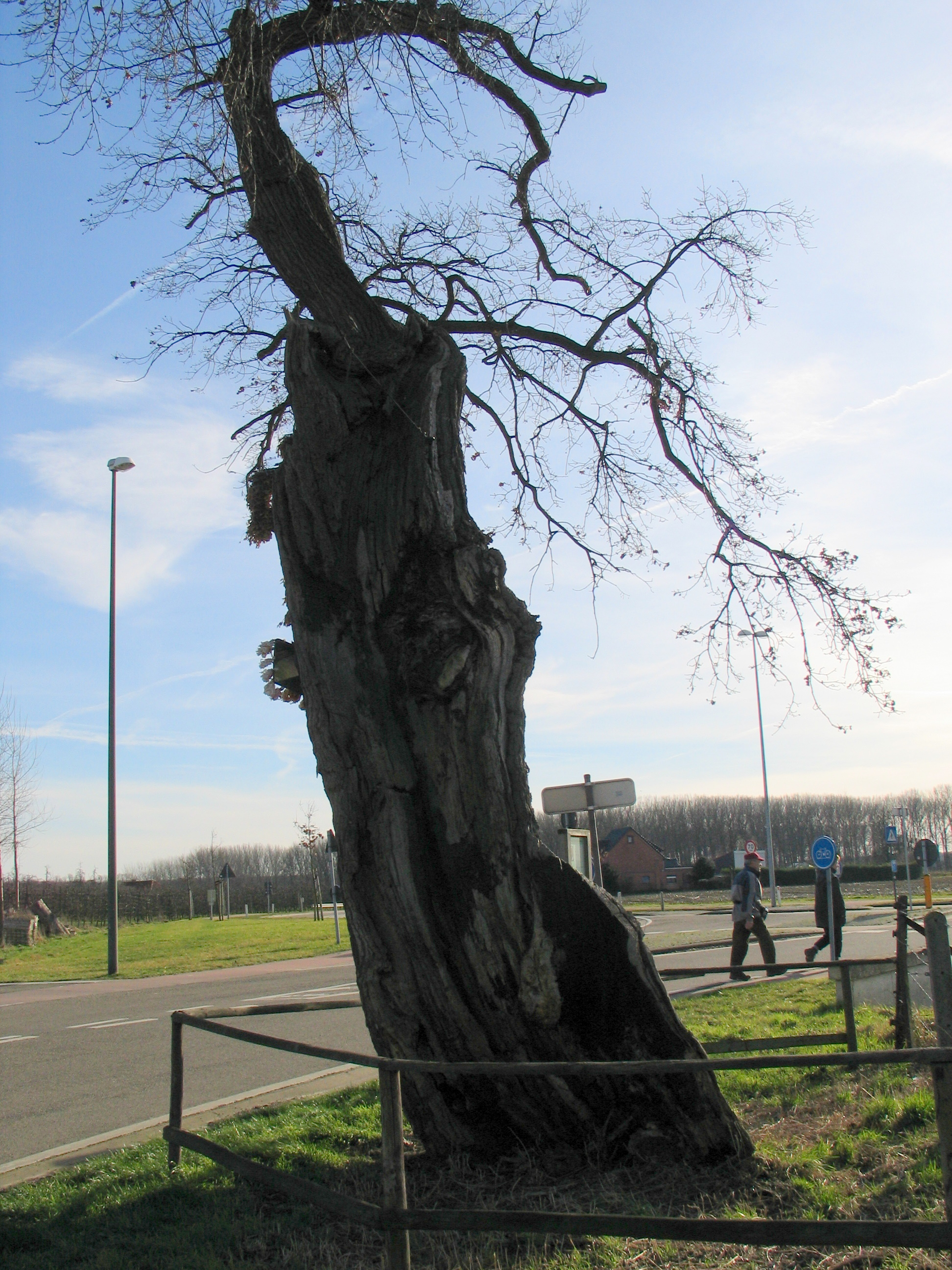
Zijn binnenzijde
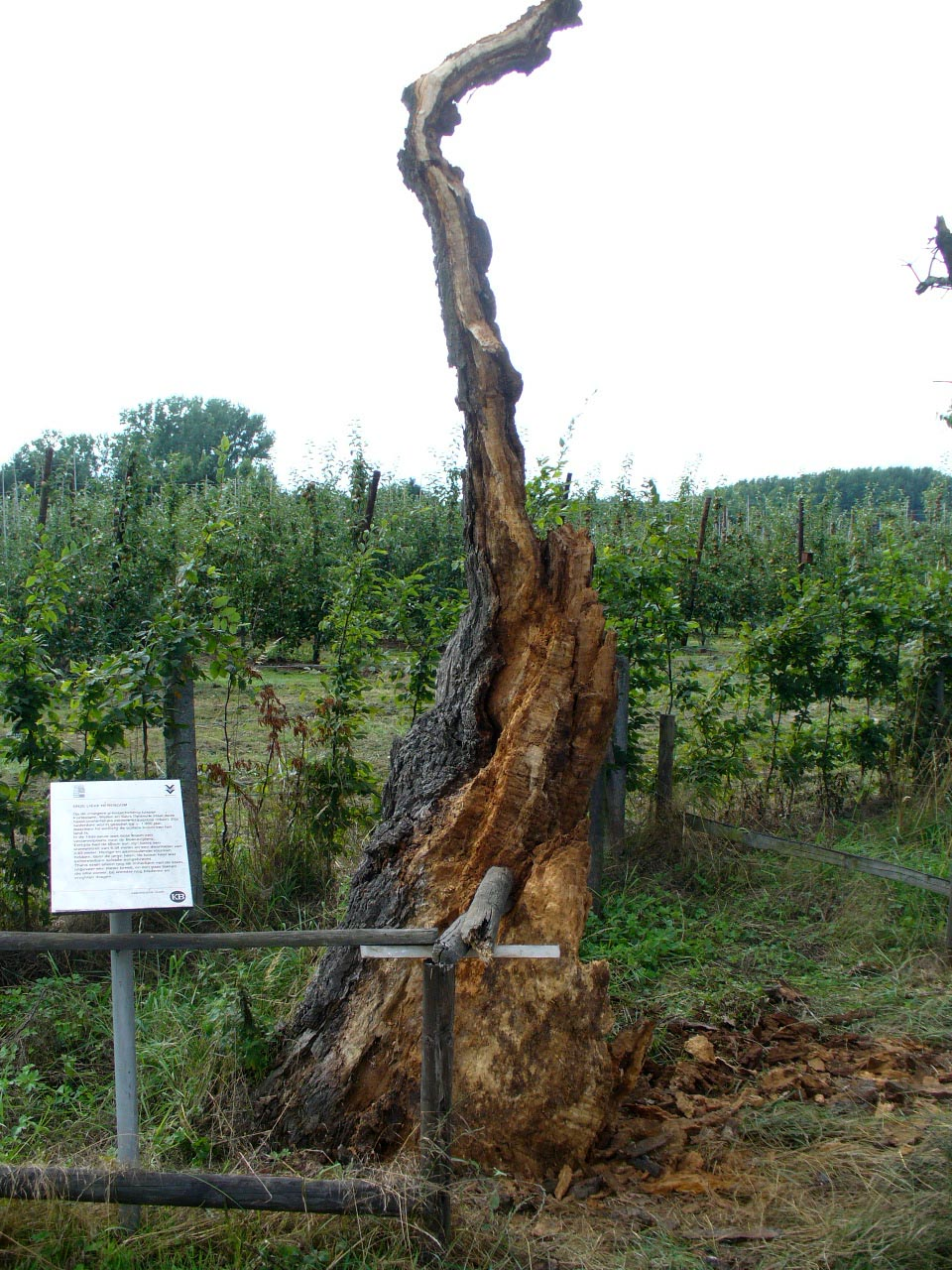
Wat er overblijft na de rukwind van 18 juli 2009
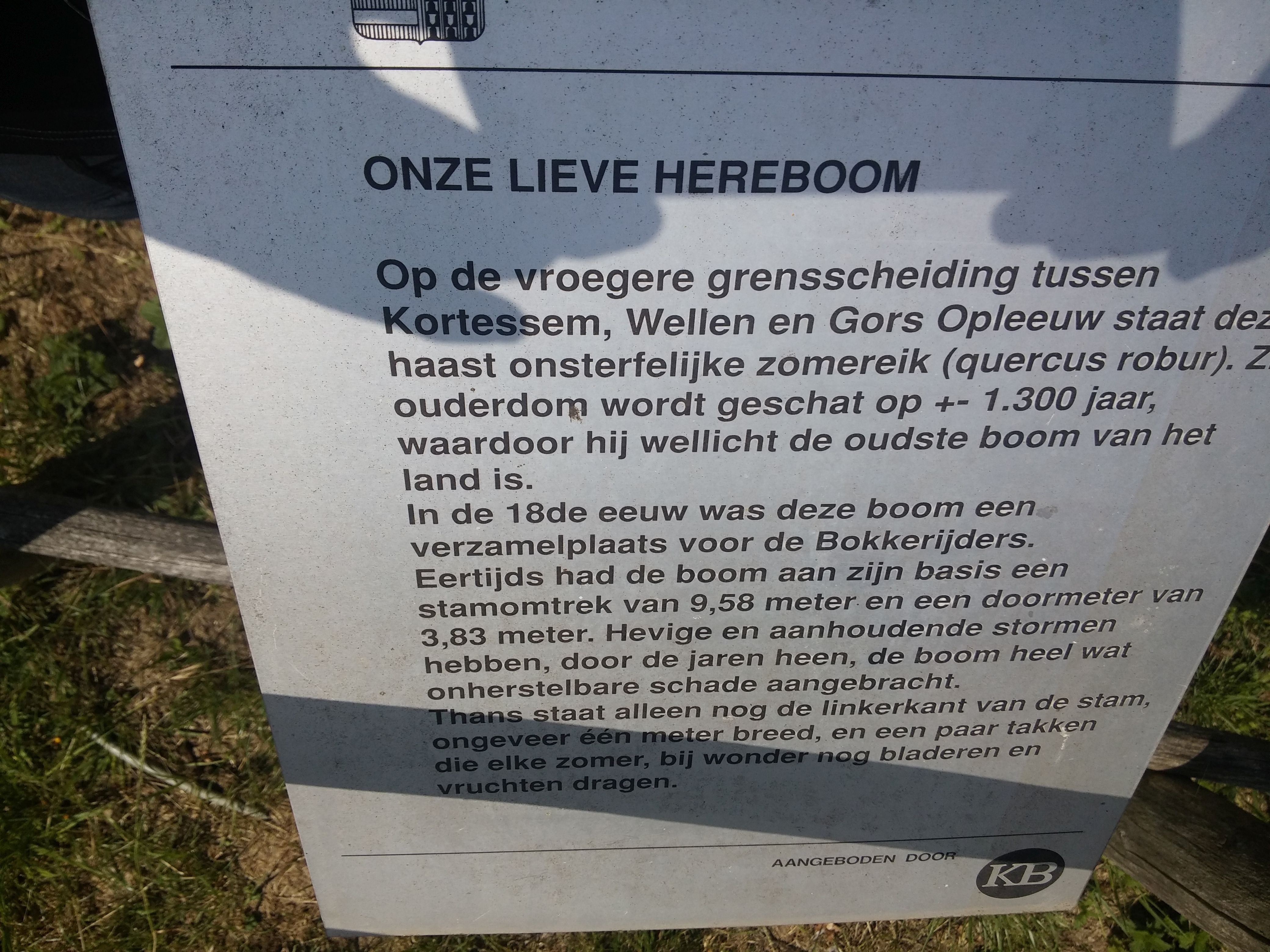
Het informatiebord in 2017 toen de boom er niet meer was

## Locatie
- De Onzelieveherenboom stond aan het kruispunt van de Lievehereboomstraat en de Vinckenroyestraat te Kortessem.